# Открытый релей
Открытый релей (открытый почтовый релей) — почтовый релей, принимающий и передающий почту от неограниченного круга лиц. По состоянию на 2008 открытые релеи признаны ошибочной конфигурацией почтовой системы. Существующие открытые релеи используются для массовой рассылки нежелательной почты (спама), организации атак на отказ в обслуживании на другие почтовые системы.
Открытые релеи обычно включаются в список доменов, рассылающих спам, вне зависимости от того, зафиксированы случаи рассылки спама с такого домена или нет.